# Ў
La Ў (minuscolo ў) o u breve è una lettera dell'alfabeto cirillico.
Essa rappresenta la semivocale labiovelare sonora /w/ ed è pronunciata in modo simile alla W inglese.
L'equivalente in trascrizione e nell'alfabeto łacinka è Ŭ/ŭ, usata in esperanto.
È tipica del bielorusso, ma è usata anche nell'uzbeco e nella grafia in cirillico del karakalpako come U consonantica.

## Fonetica
La Ў rappresenta una semivocale labiovelare sonora, come la /w/ inglese di window. In bielorusso viene chiamata u nieskładovaje, cioè u non sillabica, poiché essendo una semivocale non può formare sillabe.
In uzbeco indica la /o/ arrotondata. - Alfabeto latino: Oʻ

## Storia
Questa lettera apparve la prima volta nell'alfabeto łacinka bielorusso tra il 1860 ed il 1870. I primi scrittori che introdussero la Ў furono Jan Čačot e Vincent Dunin-Marcinkievič. Ma la prima pubblicazione che fece uso di questa lettera bielorussa Ŭ/ŭ così come viene conosciuta oggi, fu la prima edizione di Francišak Bahuševič Dudka białaruskaja, pubblicata a Cracovia nel 1891. Nelle prime pubblicazioni di Jan Čačot a Vilnius, per esempio nell'edizione del 1846 del Da milych mužyczkoú, questa lettera veniva già utilizzata ma era scritta come una U con un accento acuto (ú).
Negli anni '90 del XIX secolo e all'inizio del XX la Ў cominciò ad apparire nelle pubblicazioni in cirillico nella sua forma moderna.

## Monumento
Nel settembre 2003, durante la decima celebrazione del Giorno della letteratura bielorussa le autorità cittadine della più antica città bielorussa, Polack, inaugurarono un monumento in onore all'unica lettera cirillica caratteristica del bielorusso, Ў.